# Casa de la Enseñanza

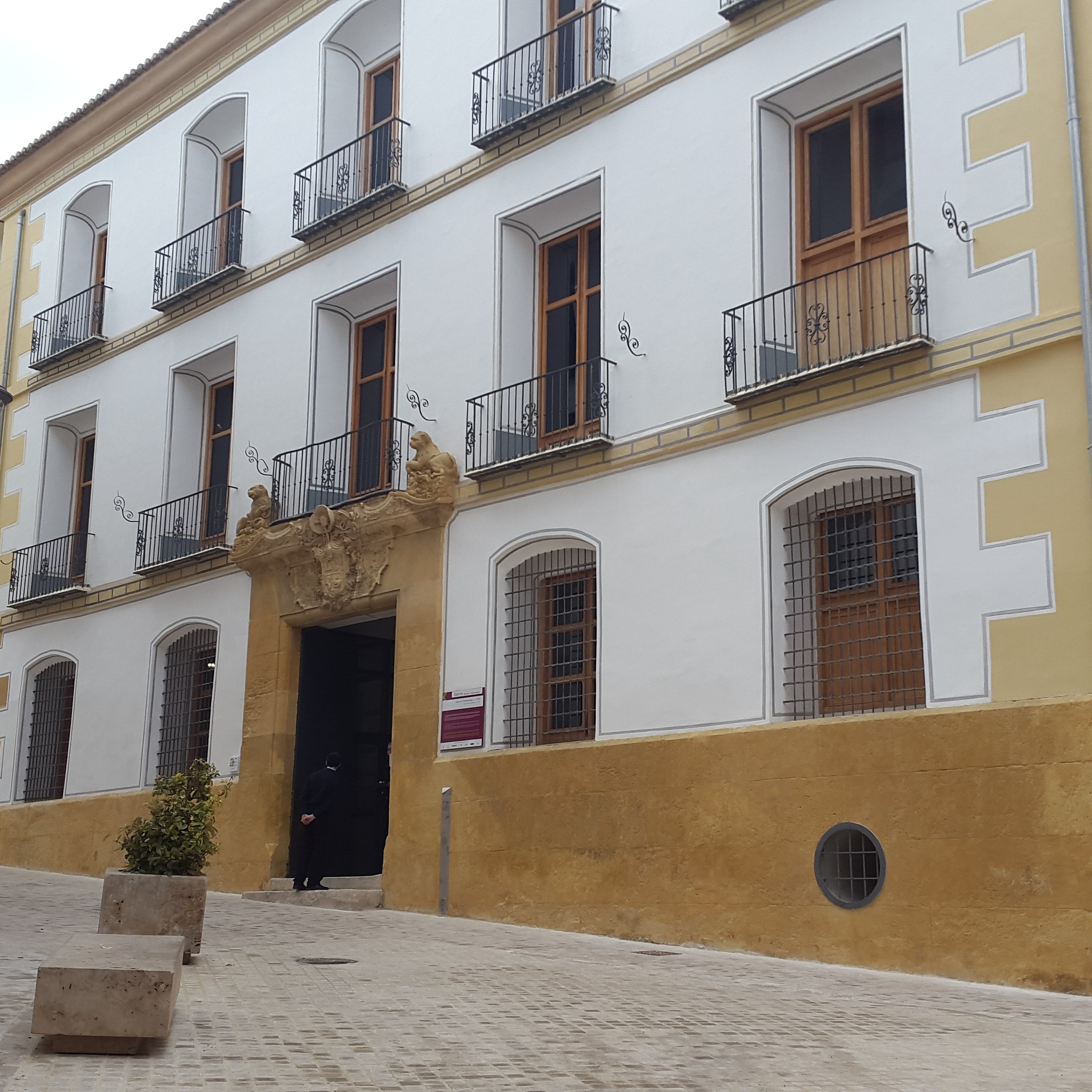
Fachada de la Casa de la Enseñanza.

La Casa de la Enseñanza (en valenciano Casa de l'Ensenyança) fue construida en Játiva (España) en 1758 por disposición del arzobispo Mayoral para educar niños pobres, igual como había hecho en la ciudad de Valencia. Es obra de Fray José Alberto Pina, fraile carmelita que ejerció como arquitecto municipal y que trabajó también en la obra de la Sede.
Se edificó siguiendo las pautas del estilo clasicista, con planta trapezoidal y tres fachadas en las cuales destacan elementos como los balcones de hierro forjado y el escudo del arzobispo sobre la entrada principal. El interior se desarrolla alrededor de un patio con arcos y se comunica a través de una gran escala decorada con cerámica. Fue durando muchos años instituto de bachillerato de la ciudad.

## Historia

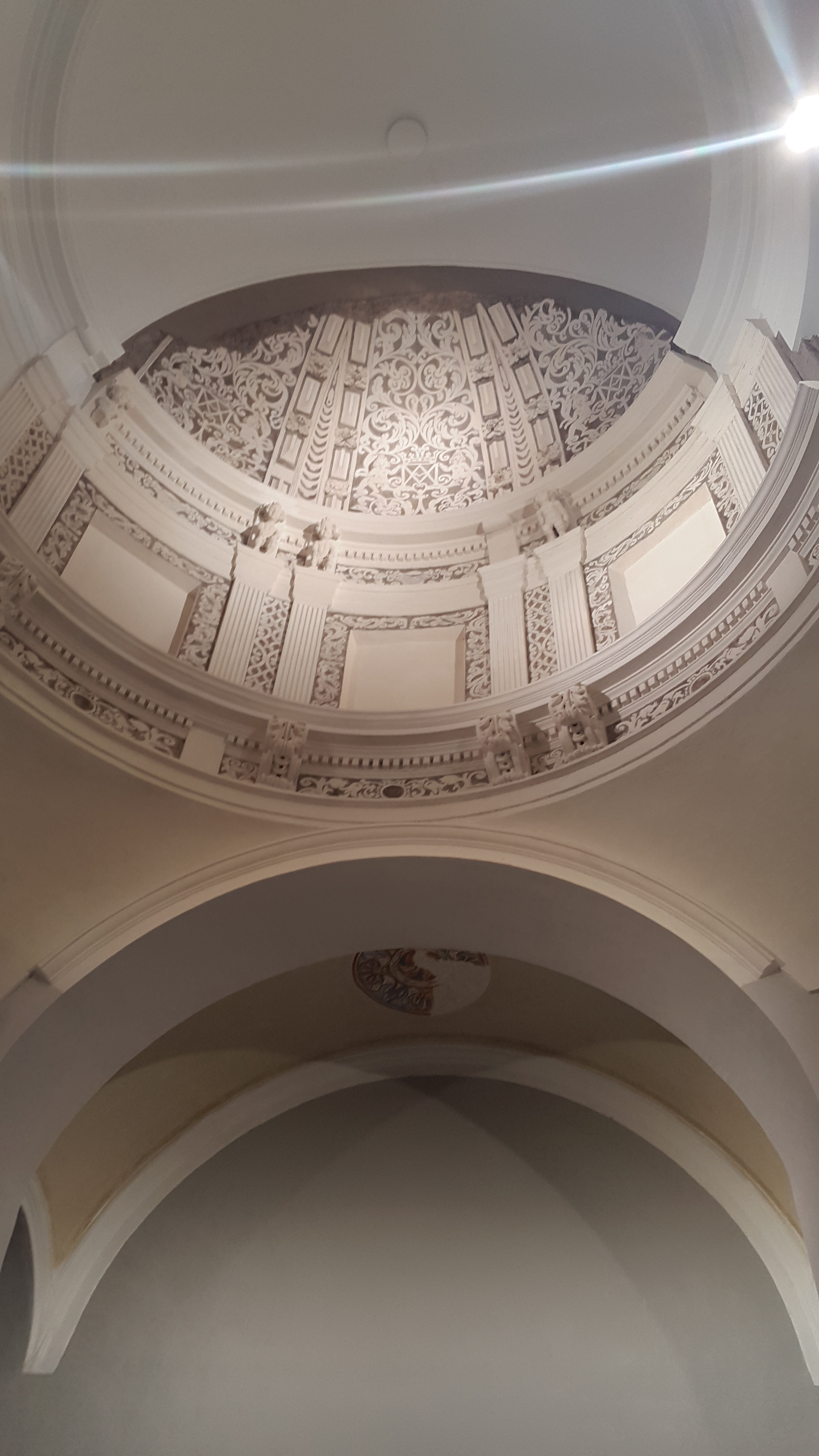
Cúpula Casa de la Enseñanza

El arzobispo de Valencia Andrés Mayoral dispuso una fundación para crear dos establecimientos parecidos en organización e idénticos en su fin. Por una parte sufragar los gastos de su asistencia y alimentos en el Colegio de las clases acomodadas, así como ayudar a aquellos de clase humilde a poder estudiar.
Así crea el Colegio Andresiano. El piso de bajo lo dedica en la escuela pública de niños. El otro establecimiento lo dedica a las enseñanzas de las niñas. El segundo piso lo destinó en la educación y el recogimiento de doncellas de clase alta y los pisos principales y bajo para la enseñanza gratuita de niñas pobres. A este establecimiento lo nombró Casa Enseñanza y dio para su régimen una minuciosa reglamentación, confiando su dirección a una Superiora y la enseñanza a algunas maestras que eran retribuidas con 1 o 2 libras mensuales. Estas maestras casi tenían que llevar una vida monástica, pronunciando los votos de castidad y obediencia.
Para realizar estas fundaciones solicitó real licencia para adquirir solares y amortizarlos justamente con los bienes de cantidad y renta suficientes  para el sostenimiento de aquellas formas ajustadas estrictamente a la ley  porque dejara asegurada su permanencia y perpetuidad.
Solicitó también para agregar a estas amortizaciones la de los bienes que le dejó en herencia con este objetivo el doctor Joseph Moreno, obteniéndolo todo gracias a las Reales Provisiones de 1759.
A raíz de esta primera Real Provisión empezó a construirse el edificio destinado a Casa de la Enseñanza general y gratuita. Se empezó a dar este servicio en el siguiente año de 1762.
Inmediatamente después de la muerte del arzobispo Mayoral se confiscaron todos los bienes constitutivos de sus fundaciones por parte del Tribunal de Expolios, desde entonces la Casa de la Enseñanza tuvo una vida independiente, administrando sus bienes un director gratuito que nombraba el Colector General de Expolios.

## Remodelación

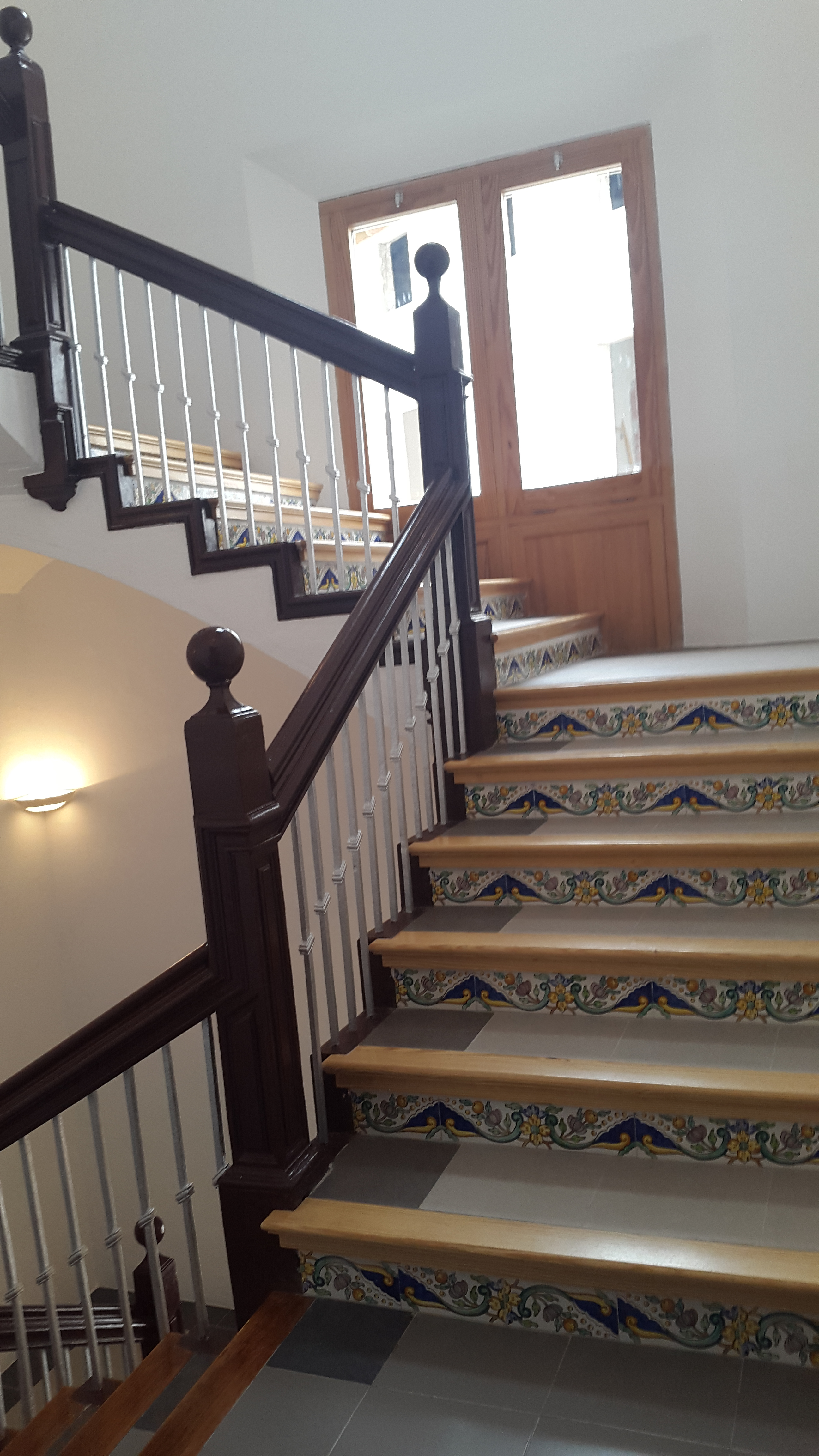
Escalas restauradas de la Casa de la Enseñanza.

Adentrándonos en la década de 1990, no será hasta 1991 y bajo la dirección de Mariano González Baldoví cuando se proyectó en la Casa de la Enseñanza la ubicación del Museo de Bellas artes de la ciudad de Játiva.
A partir de este momento la Casa de la Enseñanza cierra sus puertas hasta que en el siglo XXI el ayuntamiento de Játiva las abre de nuevo y empiezan las excavaciones arqueológicas y la restauración del edificio existente, así como la construcción de un edificio continuo de nueva planta.
Se comenzó a proyectar un Museo de Bellas artes para la ciudad y empezó a adecuarse el edificio para esta función en marzo de 2014.

## Arquitectura
El edificio de la Casa de la Enseñanza consta de planta baja y dos pisos, quedando al norte y junto con la fachada una torre que lleva en su interior la caja de escalas que articulaba el edificio con la antigua parroquia de Santa Tecla para poder asistir a los servicios religiosos sin salir a la calle. Su interior se desarrolla a partir de un patio interior que comunica vestíbulo y cochera por medio de arcos rebajados de grandes luces.
La fachada es simétrica, con 5 balcones de forja por planta. La apertura de la puerta ostenta el escudo del arzobispo Mayoral entre rocallas y leones.

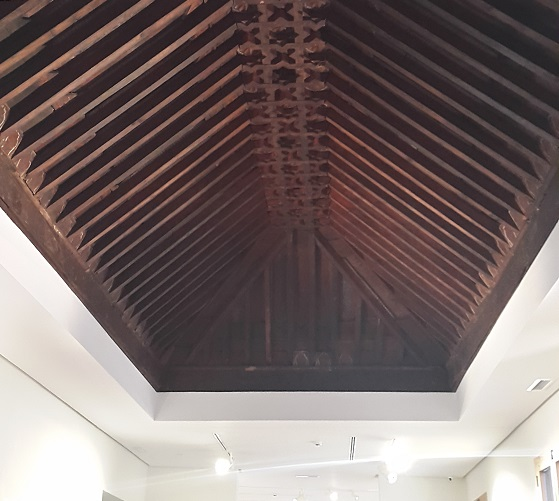
Almizate procedente del Palacio de Pino Hermoso

El cuerpo central del edificio consta de tres plantas y una torre, situada en el latera derecho sobre la caja de la escala. El ala izquierda, la disposición oblicua del cual respecto a cuerpo central es obligada por la trama viaria, consta del mismo número de plantas.
El ala derecha, que tiene cuatro plantas, está adosada, e incluido construida, sobre los contrafuertes de la desaparecida Iglesia de Santa Tecla, y son especialmente interesantes los restos de la cornisa, tambor y conchas, de la antigua capilla de la Madre de Dios de la Salud, que todavía se mantienen en pie adosados al final de esta ala.
En el patio central aparecen dos arcos carpanel que soportan los corredores, sin duda posterior al resto de la fábrica, que organizan la circulación en las plantas, aclarando el cuerpo principal y el del fondo de tal cometido.

## Pintura

### Pop-Art
El Pop-Art es un estilo muy típico de los años sesenta y setenta del siglo XX. Nació y se desarrolló en los Estados Unidos y pronto pasó a Europa Occidental. El museo dispone de una sala con pinturas típicas de este estilo. Destaca un cuadro de la Escuela de París con elementos característicos de Picasso y de Van Gogh.

### Pintores españoles

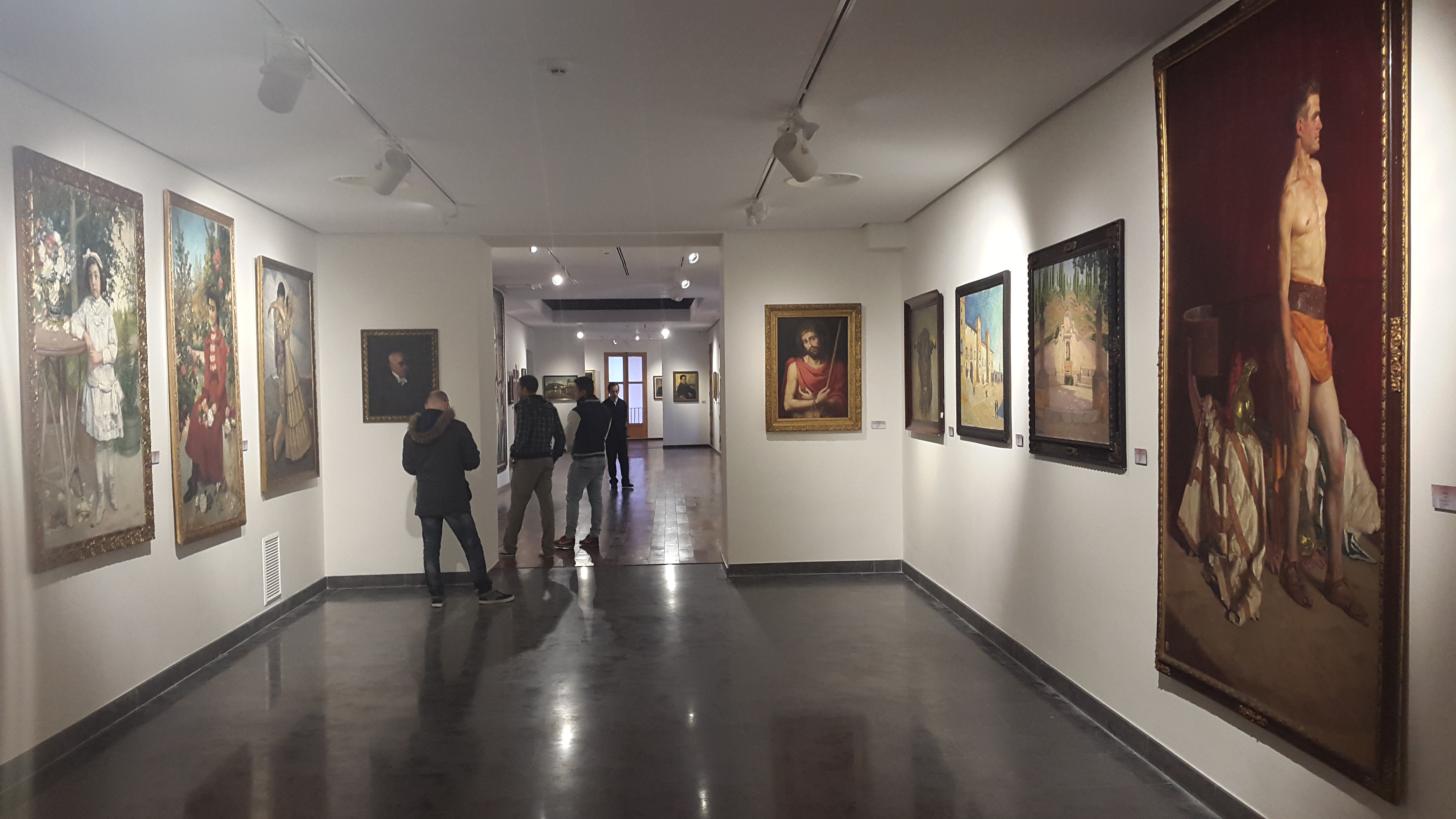
Sala del museo dedicada a pintores españoles

En el museo hay una sala dedicada especialmente a pintores nacidos en España, como son: 
- Santiago Rusiñol
- José Guiteras Soto
- José Benlliure Gil
- José Gutiérrez Solana
- Joaquín Tudela
- Juan Francés
- José García Tortosa "El Vernia"
- José Estruch Martínez
- Rafael Perales Tortosa
- Vicente Santaolaria, entre otros.

En esta sala destacan los retratos realizados por Vicente Castell, a la conocida familia Sarthou, y el retrato de Vicente Giner pintando a Sorolla.

### Retratos de los reyes Borbones

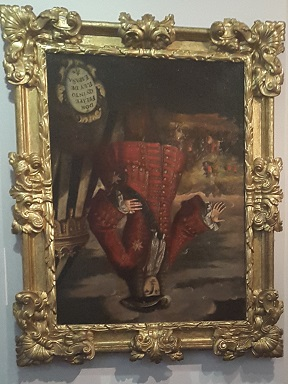
Retrato de Felipe V cabeza abajo

En esta sala se encuentran retratos de los siglos XVIII y XIX de los reyes Borbones, como son: 
- María Luisa Gabriela de Saboya
- Luus I
- Carlos III
- Carlos IV
- Fernando VII
- Mª Luisa de Parma
- Alfonso XII
- Isabel II

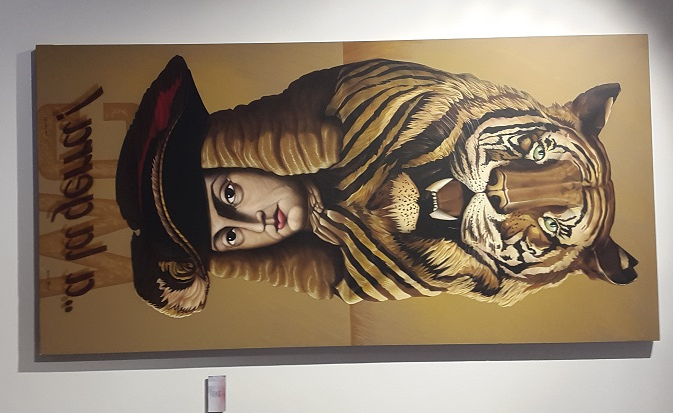
Felipe V, obra de Antoni Miró

Destaca en esta sala el cuadro de José Amorós del retrato de Felipe V, el cual es conocido para estar cabeza abajo con motivo de que en el año 1940, el conservador Carlos Sarthou lo colocó en esta posición, en venganza simbólica hacia este monarca por haber ordenado el incendio y destrucción de Játiva durante la Guerra de Sucesión Española. Desde entonces permanece en esta postura.

## Grabados
Se conoce como grabado a la técnica de impresión o arte que supone un trabajo previo sobre una superficie que después se cubre con tinta y de la cual se obtiene, por prensado, diferentes copias de un mismo modelo.
En el Museo hay una sala dedicada a esta técnica, donde se dispone de dispositivos digitales para observar todo el procedimiento de realización del grabado, y donde destacan las colecciones de Goya y de Jacques Callot.

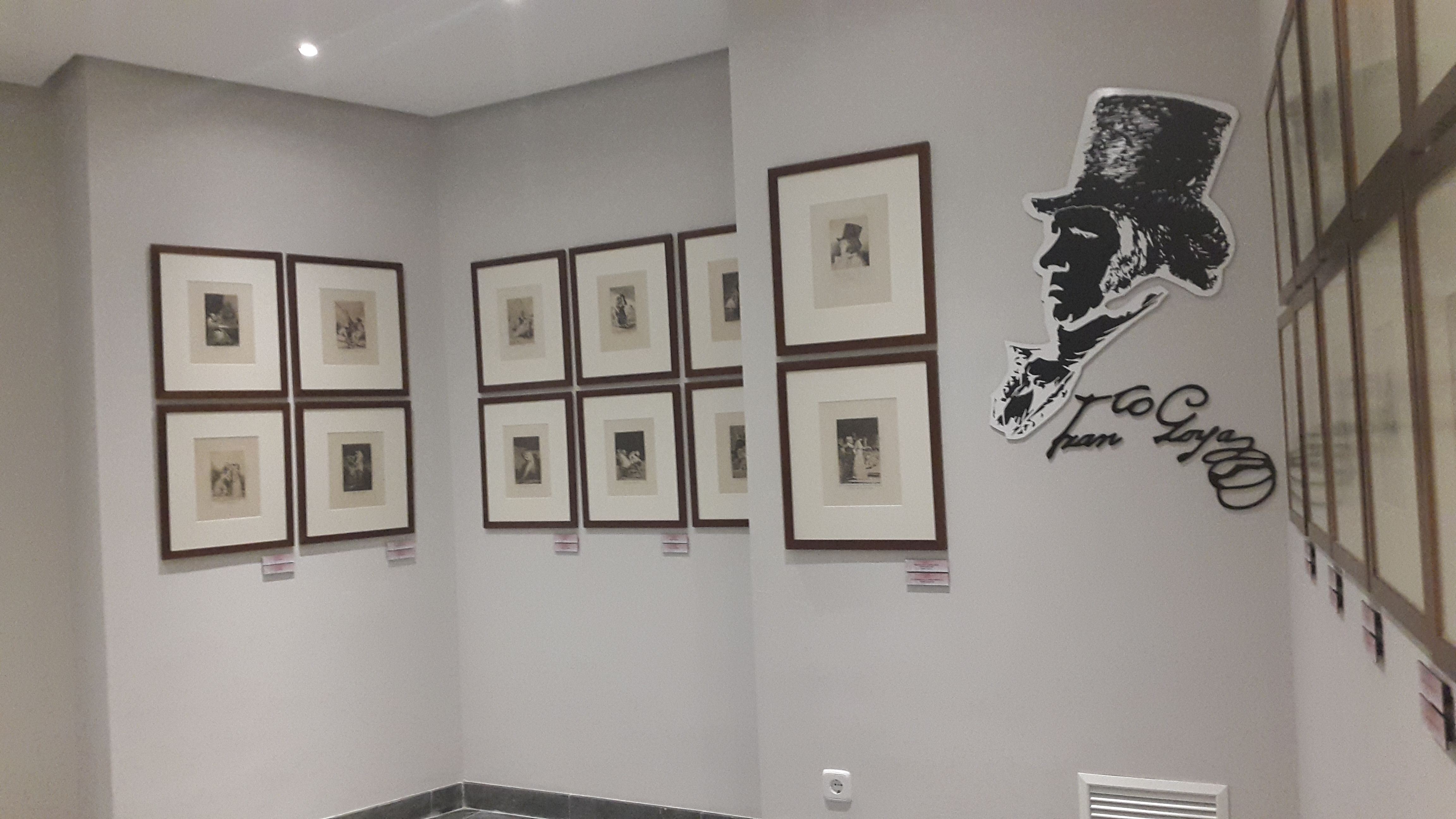
Grabados de Goya

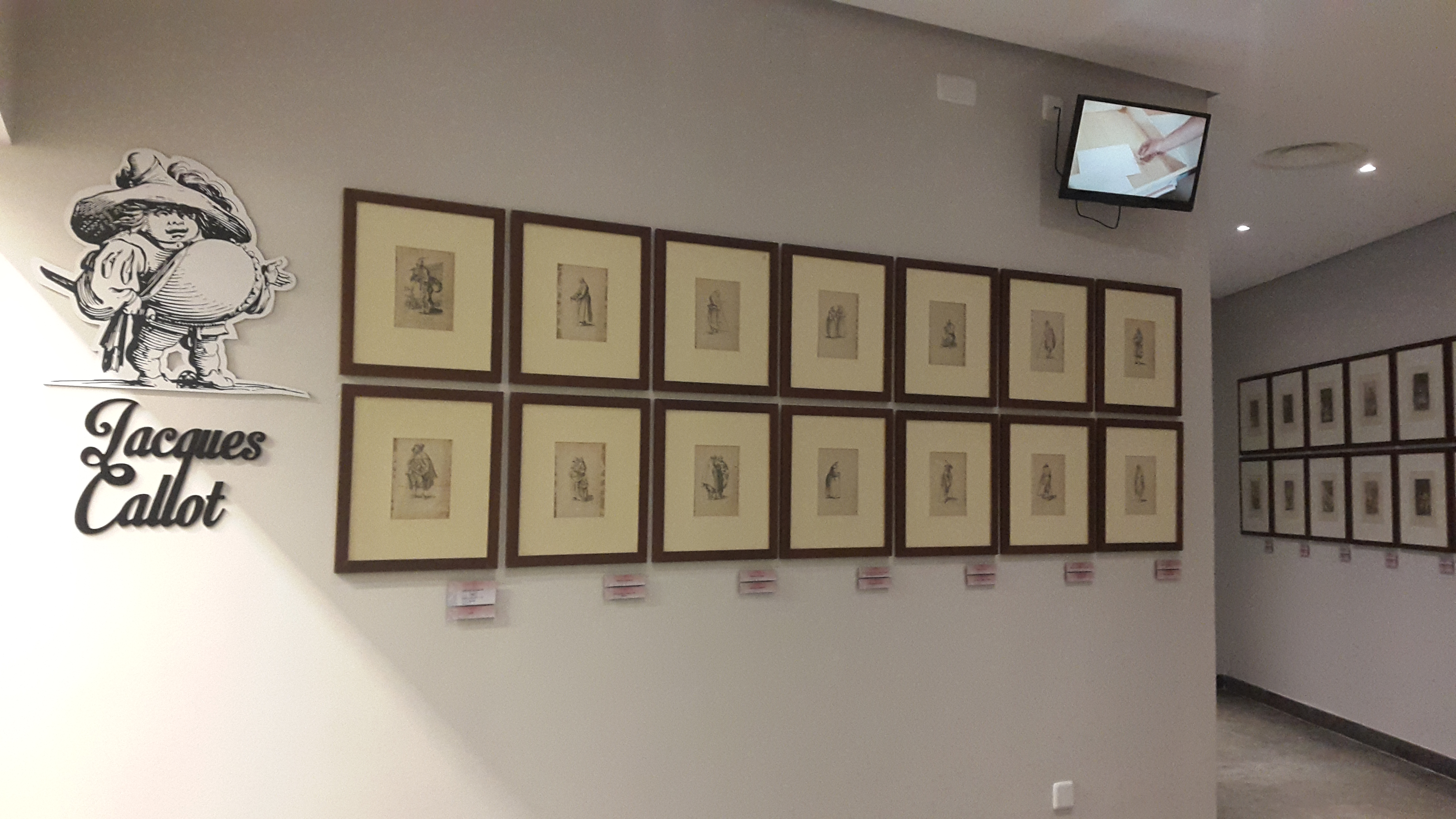
Grabados de Jacques Callot

## Fondo Familia Llaudes
En el museo hay una sala dedicada a la familia Llaudes, donde se puede encontrar pinturas y objetos pertenecientes en esta familia, que el museo adquirió a través de una subasta.

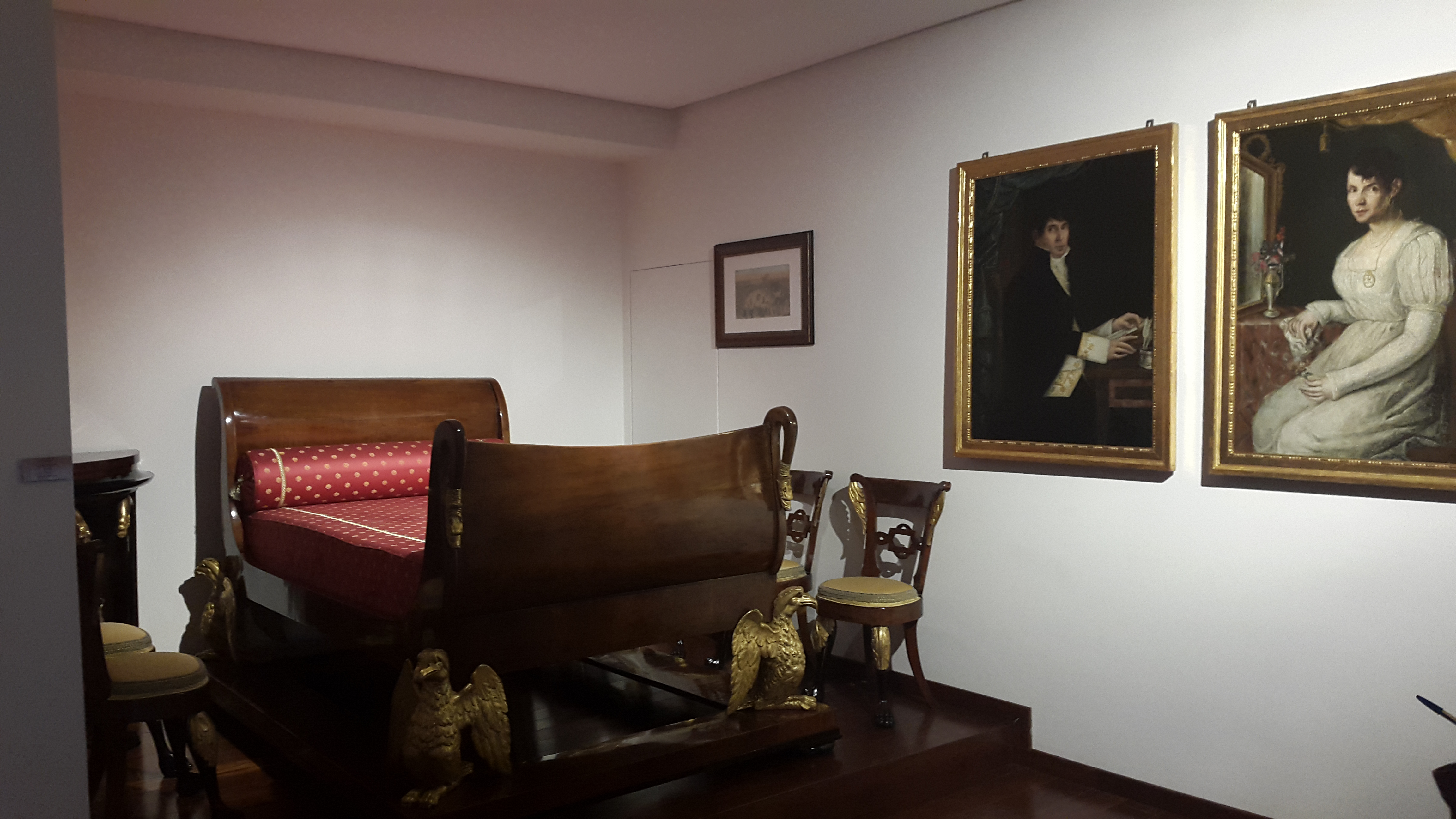
Fondo Familia Llaudes en el museo